# ELX Futures
Die ELX Futures, L.P. ist ein vollelektronisches Alternatives Handelssystem für Finanzderivate insbesondere auf US-Staatsanleihen, dass seit dem 10. Juli 2009 den Handel auf zunächst vier verschiedene US-Staatsanleihen anbietet.

## Hintergründe
Hinter ELX Futures verbirgt sich ein Konsortium aus Bank of America, Barclays, BGC Partners, Breakwater, Citigroup, Credit Suisse, Deutsche Bank, GETCO, Goldman Sachs, JPMorgan, Merrill Lynch, PEAK6 und der Royal Bank of Scotland. ELX Futures tritt mit dem Produktangebot in direkte Konkurrenz zum Chicago Board of Trade, das zur Chicago Mercantile Exchange gehört. Zum Start im Juli 2009 gab ELC Futures bekannt, bis zum 2. August 2009 keinerlei Handelsgebühren zu erheben. Daneben erklärten MF Global und Newedge, zwei der weltgrößten Broker für Futures, ihre Unterstützung für die neu gegründete Terminbörse.